# Westport (Dakota del Sur)
Westport es un pueblo ubicado en el condado de Brown en el estado estadounidense de Dakota del Sur. En el Censo de 2010 tenía una población de 133 habitantes y una densidad poblacional de 218,52 personas por km².

## Geografía
Westport se encuentra ubicado en las coordenadas 45°38′52″N 98°29′53″O / 45.64778, -98.49806. Según la Oficina del Censo de los Estados Unidos, Westport tiene una superficie total de 0.61 km², de la cual 0.61 km² corresponden a tierra firme y (0%) 0 km² es agua.

## Demografía
Según el censo de 2010, había 133 personas residiendo en Westport. La densidad de población era de 218,52 hab./km². De los 133 habitantes, Westport estaba compuesto por el 92.48% blancos, el 0% eran afroamericanos, el 4.51% eran amerindios, el 0% eran asiáticos, el 0% eran isleños del Pacífico, el 3.01% eran de otras razas y el 0% pertenecían a dos o más razas. Del total de la población el 3.01% eran hispanos o latinos de cualquier raza.